# Alocasia culionensis
Alocasia culionensis är en kallaväxtart som beskrevs av Adolf Engler. Alocasia culionensis ingår i släktet Alocasia och familjen kallaväxter. Inga underarter finns listade.